# Ángelosz Vlahópulosz
Ángelosz Vlahópulosz (görögül: Άγγελος Βλαχόπουλος) (Szaloniki, 1991. szeptember 28. –) világbajnoki bronzérmes (2015) és Európa-bajnoki 6. helyezett (2014) görög válogatott vízilabdázó. 2017 és 2020 között a ZF-Eger játékosa volt.

## Eredményei
- Bajnokok Ligája
  - döntős: 2025